# 成都战斗 (国民革命军内战)
成都戰鬥發生於1929年4月19日及5月20日，地點則是在中國西川一帶，是國民革命軍內部所發生的內戰戰鬥之一。成都戰鬥的交戰雙方，一方為蔣中正轄下的國軍中央軍，另一方為劉湘部隊。

## 參看
- 國民革命軍內戰戰鬥列表